# Ficinia petrophylla
Ficinia petrophylla är en halvgräsart som beskrevs av T.H.Arnold och Gordon-gray. Ficinia petrophylla ingår i släktet Ficinia och familjen halvgräs. Inga underarter finns listade i Catalogue of Life.